# Museo Histórico de Elqui
El Museo Histórico de Elqui se encuentra ubicado en la comuna y ciudad de Vicuña, en la cuarta región de Coquimbo en Chile a 64 km de la Serena. El museo se encuentra ubicado en la calle Arturo Prat número 90 con la calle Libertador Bernardo O´Higgins.

## Colecciones
El Museo Histórico de Elqui tiene en exhibición colecciones de cerámicas diaguitas características de la zona. Se hallan dentro de las colecciones una correspondientes al siglo XIX y XX con utensilios y artículos de los primeros habitantes de la ciudad de Vicuña.
En homenaje a la poetisa chilena Gabriela Mistral se encuentran archivos fotográficos y artículos de ella, quien vivió y ejerció la docencia en la ciudad de Vicuña.
Además cuenta de una colección de fotografías antiguas características de la localidad de Vicuña, de sus costumbres, arquitectura, entre otras mostrando la influencia religiosa que también está representada por  estandartes, cuadros, vestimentas  y artículos correspondientes al catolicismo.

## Períodos de las colecciones
Este museo cuenta con diversas colecciones dispuestas al público, entre las cuales se encuentran colecciones prehispánicas de la cultura Diaguita entre las que se pueden apreciar utensilios, instrumentos musicales, herramientas textiles, cerámicas entre otros elementos que esta cultura. Correspondientes aproximadamente del año 900.
La religiosidad también tiene salones con ésta temática  evidenciando una identidad creyente que  hace homenajes a sus primeros habitantes y los que dejaron una huella como la de Gabriela Mistral, quien vivió en Vicuña, emprendió sus primeros pasos en la pedagogía y la literatura.

### Prehispánico
Es la principal colección y la que más atrae a visitantes ya que es una zona típica de hallazgos arqueológicos de la cultura diaguita con muestras de alfarería, utensilios de cocina, herramientas, y artículos de tejidos.

### sigloXIX-XX
Esta colección cuenta con diversas antigüedades de la zona como fotografías, artículos de la época, con el rescate religioso del Elqui con estandartes, vestuarios, indumentarias, cuadros y otros elementos a disposición de los visitantes.
Dentro de este museo, es posible apreciar un salón llamado "Nobel de la Literatura" en homenaje a la poeta chilena Gabriela Mistral, quien vivió durante su infancia y realizó actividades docentes en la ciudad  de Vicuña; en ella se encontrarán objetos personales de la poetisa, y el legado que dejó en la comunidad.

## Funciones
Las funciones que desempeña es de conservación ,preservación  y difusión de la cultura Diaguita por medio de la exposición al público de las colecciones de los diversos hallazgos arqueológicos, los que destacan utensilios, herramientas, instrumentos musicales y textiles que datan del año 900 en la región de Coquimbo, bien representados en el Patio Indígena que fue ambientado en las instalaciones del museo con la finalidad de retratar cómo hacían labores agrícolas, textiles, alfareras y domésticas.
También el rescate y la transculturación religiosa del período hispánico en la zona de Vicuña con muestras de indumentarias, cuadros, imágenes y otros artefactos utilizados en el siglo XIX y AX, evidenciando la fuerte influencia y respeto por el Catolicismo desde la llegada de los conquistadores.
Dentro de las funciones que cumple este museo, está la de conectar a las actuales generaciones con los primeros habitantes de la localidad de Vicuña, de los cuales, se preservan objetos cotidianos que les permitieron asentarse en el Elqui, dejando un rastro imborrable de identidad rural con objetos domésticos, además de una colección fotográfica que retrata como era la sociedad a principios de siglo, con fiestas costumbristas, ceremonias, arquitectura, cultura, etc.

## Salas del Museo Histórico de Elqui
El Museo Histórico de Elqui cuenta con salas con muestras de las culturas autóctonas de la zona, en especial de la diaguita.
Existe otro salón denominado "Premio Nobel de Literatura" en honor a Gabriela Mistral quién nació en Vicuña en 1889.
Otro salón con motivos religiosos de la zona, mostrando la fuerte influencia del catolicismo en la zona de Vicuña y alrededores.
El "Salón Histórico" cuenta con mueblería de la época y objetos de los primeros habitantes de esta región de Coquimbo, a disposición con corredores ambientados.
Finalmente, el museo cuenta con el  "Patio Indígena" a modo de ambientación y mantener viva la esencia diaguita en el Elqui.

## Horarios y funcionamiento
El Museo tiene abierto al público de lunes a domingo desde las 10 hasta las 18:00, el costo de la entrada es de $ 400 pesos (clp)
*Consultar en el propio Museo*

## Enlaces
1. https://commons.wikimedia.org/wiki/File:Mapa_de_ubicaci%C3%B3n.png

1. https://commons.wikimedia.org/wiki/File:Museo_Hist%C3%B3rico_de_Elqui.png
2. https://ww2.copec.cl/chiletur/destinos/vicuna/que-ver/museo-historico-de-elqui#signin (enlace roto disponible en Internet Archive; véase el historial, la primera versión y la última).
3. http://museosnortedechile.blogspot.cl/2008/07/museo-historico-del-elqui.html
4. Gabriela Mistral#Inicios literarios

- Datos: Q53845075